# Nomen agentis
Nomen agentis (latin: 'udførerens navn(eord)', fl. nomina agentis) er et nomen, typisk et substantiv, afledt af et verbum, som betegner den person eller ting, der udfører den pågældende handling, f.eks. løber, vælger.
På dansk (og de andre germanske sprog) bliver nomina agentis typisk dannet med suffikset -er (svensk -are, oldvestnordisk -ari, tysk og engelsk -er), der sandsynligvis allerede i urgermansk tid (*-ārijaz) er indlånt fra latin (-arius).
I de latinske fremmedord bruges almindeligvis suffikserne -ant/-ent (indlånt fra det latinske præsens participium) – fx agent eller demonstrant – eller -ator/-itor, evt. indlånt gennem fransk med eu → dansk ø: -atør/-itør – fx administrator, konditor, rektor, amatør, auditør.